# Shkodra Elektronike
Shkodra Elektronike ist ein albanisches Musikduo bestehend aus Kolë Laca (* 7. Mai 1972) und Beatriçe Gjergji (* 10. September 1991). Sie nahmen für Albanien am Eurovision Song Contest 2025 in Basel teil.

## Geschichte
Kolë Laca und Beatriçe Gjergji wurden beide in Shkodra geboren, wuchsen jedoch in Italien auf. Die beiden arbeiteten erstmals im Jahr 2019 zusammen. Sie beschreiben ihre Musik als Post-Immigrant-Pop, eine Mischung aus traditioneller albanischer Musik und moderner elektronischer Musik. 2020 wurde das erste gemeinsame Lied Ku e gjeta vedin veröffentlicht, das mit dem Sonderpreis des Festivals Lule Borë in Shkodra ausgezeichnet wurde. Ein Jahr später beteiligten sie sich erstmals am Festivali i Këngës, dem traditionellen albanischen Vorentscheid zum Eurovision Song Contest. Das von Rezarta Smaja gesungene Lied E jemja nuse belegte den dritten Platz.
2022 veröffentlichte das Duo sein erstes gemeinsames Album mit dem Titel Live @ Uzina.
Im Dezember 2024 nahmen die beiden erstmals als Interpreten am Festivali i Këngës teil. Sie entschieden dabei sowohl das Juryvoting als auch das Zuschauervoting für sich. Beim Voting der albanischen Diaspora belegten sie den zweiten Platz hinter Elvana Gjata. Sie gewannen damit das Festival und vertraten Albanien beim Eurovision Song Contest 2025 in Basel mit dem Titel Zjerm. Nach erfolgreicher Finalqualifikation erreichten sie den 8. Platz im Finale, was das beste Ergebnis Albaniens beim ESC seit 2012 darstellt.

## Diskografie

### EPs
- 2022: Live @ Uzina
- 2025: Shndrit!

### Singles
- 2020: Ku e gjeta vedin
- 2020: Synin si qershia
- 2022: Turtulleshë
- 2023: Vaj si kenka ba dynjaja (feat. Fanfara Tirana)
- 2024: Zjerm